# デジタルスープ/ぶたぶた
「デジタルスープ/ぶたぶた」は、UNICORNの13枚目のシングル。2011年4月27日にキューンレコードから発売された。

## 解説
前作より約11か月ぶりとなる2011年第1弾シングル。本作から約1か月後に発売されるアルバム『Z』の先行シングル。初回生産限定盤と通常盤の2形態で発売。初回盤はDVD付。
本作はユニコーン史上初の両A面シングルとしてリリース。いずれも作詞・作曲は阿部義晴が担当。
初回生産限定盤と通常盤の2形態で発売。初回盤はDVD付。

## 収録曲
（全作詞・作曲：阿部義晴、編曲：UNICORN）
1. デジタルスープ [5:03]
Vocal：奥田民生
  - 「三井のリハウス」CMソング。
2. ぶたぶた [3:57]
Vocal：阿部義晴，奥田民生
  - 映画「これでいいのだ!! 映画★赤塚不二夫」主題歌。映画主題歌のオファーを受けて書き下ろされた楽曲である。

アルバム『Z』には未収録となったが、その後、アルバム『Z II』に"Z  II ver"として収録された。
PVは子供向けの教育番組風になっている。PV中に演奏するメンバーの紹介シーンがあるが、演奏しているメンバーは本人ではなく全員そっくりさんが起用されている[1]。
PVで使われたメンバーのパペットは5体で50万円かかったという[2]。このパペットはシングル・アルバムのプロモーションにも使われていた。

### 初回特典DVD
MOVIE20「Uc Goes To Hollywood」
2011年初頭に行われたロサンゼルスでのレコーディングの模様を収録。